# Вятская гуманитарная гимназия
КОГОАУ «Вя́тская гуманита́рная гимна́зия» (ВГГ) — общеобразовательное учреждение с углубленным изучением английского языка в городе Кирове. Обучение ведётся по программам среднего общего (полного) образования. Английский язык преподаётся в обязательном порядке, на выбор также преподаются немецкий, испанский и французский языки.

## История
В 1908 году в Вятке было основано восьмиклассное коммерческое училище. Впоследствии здание было передано 2-й мужской гимназии. После революции она была преобразована в среднюю школу, которая в 1960-1980-х годах имела статус МБОУ СОШ №29. В 1964 году учреждение получило статус школы с преподаванием ряда предметов на английском языке. 22 мая 1991 года школа была реорганизована в Вятскую гуманитарную гимназию. В 1995 году гимназия становится областной экспериментальной площадкой Департамента образования Кировской области, в 1998 году — научно-практической лабораторией Института педагогических инноваций Российской академии образования. В 2003 году «за многолетние успехи в образовательной деятельности и качественную подготовку выпускников» гимназия удостоена «Знака качества образования», а в 2004 году стала финалистом Всероссийского конкурса «Лучшие школы России» (в номинации «Школа школ»)

## Кафедры
- Кафедра гуманитарных дисциплин
- Кафедра иностранных языков
- Кафедра естественнонаучных дисциплин
- Кафедра начального обучения
- Кафедра воспитательной работы
- Кафедра дошкольного воспитания

## Управление
Учредитель в лице Администрации города Кирова наделён полномочиями создания, реорганизации и ликвидации гимназии, назначения директора, утверждения Устава гимназии, изменений и дополнений к нему.
В гимназии работают органы самоуправления. Высшим органом самоуправления является Конференция гимназического коллектива. Конференция созывается не реже одного раза в год, в неё участвуют в равном количестве делегаты от трёх групп: педагогического коллектива, родителей и учеников 5—11 классов. Делегаты на конференцию избираются внутри каждой группы. К полномочиям конференции относится:
1. Избрание Большого совета гимназии.
2. Принятие Устава гимназии, изменений и дополнений к Уставу.
3. Утверждение основных направлений совершенствования и развития гимназии, повышения качества и эффективности образовательного процесса.
4. Создание временных или постоянных комиссии, штаба, советов по различным направлениям работы гимназии.

Общее руководство осуществляет Большой совет гимназии, избираемый на два года открытым голосованием на Конференции гимназического коллектива. Совет состоит из трёх палат: палата учителей, палата родителей и попечителей и палата учеников. Каждой палатой руководит избираемый из числа членов спикер. В компетенцию совета входит:
1. Представление интересов гимназии в государственных и общественных органах.
2. Утверждение плана развития гимназии.
3. Утверждение учебного плана гимназии, учебных программ.
4. Выбор профилей дифференциации обучения и профилей трудовой и профессиональной подготовки.
5. Утверждение режима работы гимназии, сменность занятий по классам, условия и порядок комплектования классов.
6. Контроль рационального расходования бюджетных ассигнований на гимназию, формирование собственного гимназического фонда.
7. Принятие решения о выпуске гимназистов, закончивших 9 и 11 классы, о награждении выпускников золотыми и серебряными медалями и Похвальными грамотами Министерства образования и науки Российской Федерации.
8. Утверждение локальных правовых актов гимназии и др.

Помимо Конференции и Совета в гимназии работают Попечительский совет и Совет учителей.

## Издательская деятельность
- Серия «Вятская гуманитарная гимназия в учебном году»
  - Вятская гуманитарная гимназия в 1991 — 1992 учебном году / Сост. А. А. Галицких, Г. А. Кропанева. — Киров, 1992. — 48 с.
  - Вятская гуманитарная гимназия в 1992 — 1993 учебном году / Сост. А. А. Галицких, Г. А. Кропанева. — Киров, 1993. — 56 с.
  - Вятская гуманитарная гимназия в 1993 — 1994 учебном году. — Киров, 1994. — 66 с.
  - Вятская гуманитарная гимназия в 1994 — 1995 учебном году. — Киров, 1995. — 88 с.
  - Вятская гуманитарная гимназия в 1995 — 1996 учебном году. — Киров, 1997. — 80 с.
  - Вятская гуманитарная гимназия в 1996 — 1997 учебном году. — Киров, 1997. — 94 с.
  - Вятская гуманитарная гимназия в 1997 — 1998 учебном году / Сост. А. А. Галицких, Д. Ю. Перескоков. — Киров, 1999. — 120 с.
  - Вятская гуманитарная гимназия в 1998 — 1999 учебном году / Сост. А. А. Галицких, Д. Ю. Перескоков. — Киров, 2000. — 96 с.
  - Вятская гуманитарная гимназия в 1999 — 2000 учебном году / Сост. А. А. Галицких, Д. Ю. Перескоков. — Киров, 2001. — 94 с.
  - Вятская гуманитарная гимназия в 2000 — 2001 учебном году / Сост. А. А. Галицких, Д. Ю. Перескоков. — Киров, 2002. — 112 с.
- Серия «Авторские учебные программы»
  - Выпуск 1. Программы для приготовительных классов. — Киров, 1995. — 96 с. — (Авторские учебные программы).
  - Выпуск 2. Программы по гуманитарно-эстетическим дисциплинам. — Киров, 1995. — 80 с. — (Авторские учебные программы).
  - Выпуск 3. Программы по иностранным языкам и страноведческим дисциплинам. — Киров, 1998. — 78 с. — (Авторские учебные программы).
- Ненашев М. И. Введение в логику. Учебное пособие для гуманитарных гимназий и лицеев. — Киров, 1995. — 2004 с.
- Козина А. С. Теория и практика перевода. Учебное пособие для 8—9 классов гимназий, лицеев и школ с углубленным изучением английского языка. — Киров, 1997. — 160 с.
- Курушина Е. Д. Человек и природа. Книга для чтения по техническому переводу с английского языка для учащихся 10—11 классов гимназий, лицеев, школ с углубленным изучением английского языка / Сост. Е. Д. Курушина. — Киров, 2000. — 88 с.
- Козина А. С. Теория и практика перевода. Учебное пособие для 8—9 классов гимназий, лицеев и школ с углубленным изучением английского языка. — 2-е издание. — Киров: КОГУП «Кировская областная типография», 2004. — 176 с.
- Костоусова Т. Ю. Достопримечательности города Кирова. Учебное пособие по экскурсоведению для 9—10 классов гимназий, лицеев и школ с углубленным изучением английского языка. — Киров: КОГУП «Кировская областная типография», 2004. — 112 с.